# Сангтудинская ГЭС-2
Сангтудинская ГЭС-2 — гидроэлектростанция в Хатлонской области, Таджикистан на реке Вахш. Входит в Вахшский каскад ГЭС, являясь его пятой ступенью.
Сангтудинская ГЭС-2 является плотинной гидроэлектростанцией с русловым зданием ГЭС. Установленная мощность электростанции — 220 МВт, проектная среднегодовая выработка электроэнергии — 932 млн кВт·ч. Сооружения гидроузла включают в себя каменно-земляную плотину с суглинистым ядром высотой 34 м, водосливную плотину и здание ГЭС, в котором размещены два вертикальных гидроагрегата мощностью по 110 МВт, работающих на расчётном напоре 22,5 м. Напорные сооружения ГЭС образуют водохранилище полной ёмкостью 66,5 млн м³ и полезной ёмкостью 5 млн м³.
Первоначальный проект Сангтудинской ГЭС-2 был разработан Среднеазиатским отделением института «Гидропроект» в 1980-х годах и предусматривал строительство станции с бетонной плотиной высотой 39 м. В конце 1980-х годов начались подготовительные работы по строительству станции, остановленные в начале 1990-х годов в связи с экономическими сложностями и началом в Таджикистане гражданской войны. В январе 2005 года было подписано совместное российско-иранско-таджикское соглашение, согласно которому строительство Сангтудинской ГЭС-1 осуществлялось российской стороной, а Сангтудинской ГЭС-2 — Ираном. Проект станции был значительно переработан иранскими проектировщиками, в частности бетонная плотина была заменена на грунтовую.
Строительство Сангтудинской ГЭС-2 было официально начато 20 февраля 2006 года. На возведение станции Ираном было выделено 180 млн долларов США, доля таджикской стороны составила 40 млн долларов США. Первый агрегат гидроэлектростанции был пущен 5 сентября 2011 года, второй агрегат был введён в эксплуатацию 10 сентября 2014 года. После пуска в течение 12,5 лет Сангтудинская ГЭС-2 будет считаться собственностью Ирана, после чего перейдет в собственность Таджикистана.